# Моліно (Флорида)
Моліно (англ. Molino) — переписна місцевість (CDP) в США, в окрузі Ескамбія штату Флорида. Населення — 1296 осіб (2020).

## Географія
Моліно розташоване за координатами 30°42′10″ пн. ш. 87°19′15″ зх. д. / 30.70278° пн. ш. 87.32083° зх. д. (30.702751, -87.320706).  За даними Бюро перепису населення США в 2010 році переписна місцевість мала площу 18,25 км², з яких 18,02 км² — суходіл та 0,23 км² — водойми.

## Демографія
Згідно з переписом 2010 року, у переписній місцевості мешкало 1277 осіб у 458 домогосподарствах у складі 336 родин. Густота населення становила 70 осіб/км².  Було 518 помешкань (28/км²).
Расовий склад населення:
| - 75,3 % — білих - 20,7 % — чорних або афроамериканців - 1,4 % — корінних американців - 0,5 % — азіатів |

До двох чи більше рас належало 1,3 %. Частка іспаномовних становила 2,0 % від усіх жителів.
За віковим діапазоном населення розподілялося таким чином: 26,5 % — особи молодші 18 років, 59,3 % — особи у віці 18—64 років, 14,2 % — особи у віці 65 років та старші. Медіана віку мешканця становила 40,7 року. На 100 осіб жіночої статі у переписній місцевості припадало 94,7 чоловіків;  на 100 жінок у віці від 18 років та старших — 91,2 чоловіків також старших 18 років.
Середній дохід на одне домашнє господарство  становив 55 011 долар США (медіана — 37 981), а середній дохід на одну сім'ю — 63 241 долар (медіана — 52 375). За межею бідності перебувало 27,7 % осіб, у тому числі 31,0 % дітей у віці до 18 років та 0,0 % осіб у віці 65 років та старших.
Цивільне працевлаштоване населення становило 419 осіб. Основні галузі зайнятості: роздрібна торгівля — 23,2 %, освіта, охорона здоров'я та соціальна допомога — 20,0 %, публічна адміністрація — 13,4 %.